# Сент Винсент и Гренадини на Летњим олимпијским играма 2012.
Сент Винсент и Гренадини на Летњим олимпијским играма учествују седми пут. На Олимпијским играма 2012., у Лондону, учествовали су са три учесника (два мушкарца и једна жена), који су се такмичили у два спорта.
Заставу Сент Винсента и Гренадина на свечаном отварању Олимпијских игара 2012. носила је као и на прошлим Играма атлетичарка Кинеке Александер.
И после ових Игара олимпијски тим Сент Винсента и Гренадина је остао у групи земаља које нису освајале ниједну медаљу.

## Учесници по дисциплинама
| Спорт     | Мушкарци | Жене | Укупно |
| --------- | -------- | ---- | ------ |
| Атлетика  | 1        | 1    | 2      |
| Пливање   | 1        | 0    | 1      |
| Укупно(2) | 2        | 1    | 3      |

## Резултати

### Атлетика
Атлетичари Сент Винсента и Гренадина добили си специјалне позивнице за учешће на Играма.

#### Мушкарци
| Атлетичар            | Дисциплина | Квалификације | Квалификације | Група                | Група                | Полуфинале           | Полуфинале           | Финале               | Финале       | Детаљи |
| Атлетичар            | Дисциплина | Резултат      | Место         | Резултат             | Место                | Резултат             | Место                | Резултат             | Место        | Детаљи |
| -------------------- | ---------- | ------------- | ------------- | -------------------- | -------------------- | -------------------- | -------------------- | -------------------- | ------------ | ------ |
| Кортни Карл Вилијамс | 100 м      | 10,80 ЛР      | 3. у гр. 5    | Није се квалификовао | Није се квалификовао | Није се квалификовао | Није се квалификовао | Није се квалификовао | 69 / 83 (85) |        |

#### Жене
| Атлетичарка          | Дисциплина | Група    | Група      | Полуфинале            | Полуфинале            | Финале                | Финале       | Детаљи |
| Атлетичарка          | Дисциплина | Резултат | Место      | Резултат              | Место                 | Резултат              | Место        | Детаљи |
| -------------------- | ---------- | -------- | ---------- | --------------------- | --------------------- | --------------------- | ------------ | ------ |
| Кортни Карл Вилијамс | 100 м      | 10,80 ЛР | 3. у гр. 5 | Није се квалификовала | Није се квалификовала | Није се квалификовала | 69 / 83 (85) |        |

### Пливање
За учешће у пливању Сент Винсент и Гренади је добио специјалну позивницу од ФИНА

#### Мушкарци
| Пливач        | Дисциплина    | Група | Група     | Полуфинале           | Полуфинале           | Финале               | Финале  |  |
| Пливач        | Дисциплина    | Време | Пласман   | Време                | Пласман              | Време                | Пласман |  |
| ------------- | ------------- | ----- | --------- | -------------------- | -------------------- | -------------------- | ------- |  |
| Толга Акчајли | 50 м слободно | 26,27 | 5 у гр 3. | Није се квалификова0 | Није се квалификова0 | Није се квалификова0 | 45 / 58 |  |

## Извор
1. ↑  Носиоци застава на ЛОИ на отварању 2012, Приступљено 24. 4. 2013.
2. ↑  Специјални позиви ФИНА Архивирано на веб-сајту  (24. септембар 2015), Приступљено 24. 4. 2013.